# Résolution 1525 du Conseil de sécurité des Nations unies
Membres permanents
- Chine
- États-Unis
- France
- Royaume-Uni
- Russie

Membres non permanents
- Algérie
- Allemagne
- Angola
- Bénin
- Brésil
- Chili
- Espagne
- Pakistan
- Philippines
- Roumanie

Résolution no 1524 Résolution no 1526
La résolution 1525 du Conseil de sécurité des Nations unies fut adoptée à l'unanimité le 30 janvier 2004. Après avoir rappelé les résolutions précédentes sur Israël et le Liban, y compris les résolutions 425 (de 1978), 426 (de 1978) et 1496 (en) (de 2003), le Conseil a prorogé le mandat de la Force intérimaire des Nations unies au Liban (FINUL) pour six mois supplémentaires jusqu'au 31 juillet 2004.
Le Conseil de sécurité a rappelé le rapport du secrétaire général Kofi Annan selon lequel Israël avait retiré ses forces du Liban à partir du 16 juin 2000, conformément à la résolution 425. Il a souligné le caractère temporaire de l'opération de la FINUL et noté qu'elle avait achevé deux sur trois parties de son mandat.
Le gouvernement libanais s'est félicité des mesures prises pour restaurer son autorité dans le Liban du Sud grâce au déploiement des forces libanaises. Les parties ont été instamment priées de garantir l'entière liberté de mouvement de la FINUL et d'assurer sa sécurité. Israël et le Liban ont été invités à honorer leurs engagements de respecter la ligne de retrait identifiée par l’ONU, et toutes les violations aériennes, maritimes et terrestres de la ligne ont été condamnées, en plus de susciter l’inquiétude du Conseil. Le secrétaire général a signalé des échanges de tirs et d'autres violations à travers la frontière, qui incluaient également le Hezbollah.
La résolution appuie les efforts de la FINUL pour surveiller les violations de la ligne de retrait et les efforts de déminage, encourageant la nécessité de fournir des cartes de l'emplacement des mines terrestres. Le secrétaire général a été prié de poursuivre les consultations avec le Gouvernement libanais et les pays fournisseurs de contingents concernant l’application de la résolution actuelle. Il lui a également demandé de rendre compte des activités de la FINUL et des tâches menées par l’Organisme des Nations unies chargé de la surveillance de la trêve (ONUST).
Enfin, la résolution a conclu en soulignant l’importance d’une paix juste et durable au Moyen-Orient sur la base des résolutions pertinentes du Conseil de sécurité, notamment la 242 (de 1967) et la 338 (de 1973).